# Burgstall Großes Haus
Der Burgstall Großes Haus, auch als Burgstall auf dem Rauhberg bezeichnet, ist eine abgegangene mittelalterliche Höhenburg über dem Tal des Erbaches, rund 450 Meter südwestlich des Ortsteiles Fernreuth der Gemeinde Hollfeld im oberfränkischen Landkreis Bayreuth in Bayern, Deutschland. Über diese Gipfelburg sind keine geschichtlichen oder archäologischen Informationen bekannt, sie wird grob als mittelalterlich datiert. Erhalten haben sich von der Anlage auf einem Felskopf nur ein Ringwall, der sich noch teilweise um den Fels zieht, einige wenige Mauerreste zweier Gebäude auf dem Fels sowie Treppenstufen unbekannter Herkunft, die durch einen engen Felsspalt auf das Felsplateau führen. Die Burgstelle ist als Bodendenkmal Nummer D-4-6034-0030: Mittelalterlicher Burgstall geschützt.

## Beschreibung
Die heute bewaldete Burgstelle befindet sich in rund 535 m ü. NN Höhe und damit rund 130 Höhenmeter über dem Talgrund der Lochau auf dem höchsten Punkt des Rauhberges, der steil nach Osten und Süden in die Täler des Erbaches, der Lochau und in ein Trockental, durch das die Bundesstraße 22 führt, abfällt. Nach Norden und Westen fällt der Rauhberg nur sehr sanft ab und geht anschließend in die Jura-Hochfläche über.
Der Felsen, auf dem die Burg stand (Bild 1 und 2) ist etwa fünf Meter hoch und fällt an mehreren Stellen senkrecht ab, nur die Mitten der West- (Bild 10) und der Ostseite sind steil geböscht. Der Fels besteht aus einem kleineren Nordteil (Bild 3) und einem von einer natürlichen Einmuldung getrennten Südteil (Bild 4). Im Nordteil und in der für Gebäude Platz bietenden Einmuldung sind obertägig keine Spuren einstiger Bebauung sichtbar, im Südteil haben sich die Mauerreste zweier Gebäude erhalten. Im westlichen Bereich dieses Burgteiles sind die Reste eines runden Bauwerkes, möglicherweise eines Turmes sichtbar (Bild 5), auf dem Mauerwerk aus Kalkstein-Bruchsteinen wurde an einer Stelle Ziegelmauerwerk aufgeführt (Bild 6). Auch sonst sind im Bereich des Burgstalles Bruchstücke von Ziegelsteinen zu finden. In unmittelbarer Nähe befindet sich ein gemauertes, mit Mörtel verstrichenes rundliches Objekt mit etwa einem Meter Durchmesser und einem Eisenring in der Mitte, möglicherweise handelt es sich um einen Brunnendeckel. Das zweite Gebäude im Ostbereich ist nur noch als quadratische Mulde erkennbar (Bild 7), an dessen Rand sich die Fundamentreste der Mauern zeigen. In dieses Gebäude führen vom Fuß des Felsens durch einen nur 0,8 Meter breiten Felsspalt mehrere teils aus dem Fels geschlagene Treppenstufen unbekannter Herkunft (Bild 7 und 8).
Um den Fuß des Felskopfes zieht sich ein partieller Ringgraben (Bild 9 und 10), der im Norden beim Steilabfall des Burgfelsens aussetzt und im Südwesten eingeebnet wurde (Bild 2). Dieser Ringgraben wird als zusätzlicher Schutz von einem Außenwall begleitet. Östlich schließt sich dem Burgfelsen ein weiterer, wesentlich kleinerer Felsturm an, dieser war ebenfalls in das Verteidigungssystem einbezogen. An seinem Fuß ist er zwischen ihm und dem Burgfelsen ebenfalls durch Graben und Wall gesichert und bildet damit dem Grabenabschluss des östlichen Ringgrabens. In diesem Felsturm befindet sich eine kleine Höhle, die wohl von den Burgbewohnern als Keller genutzt wurde, da von dort neben vorgeschichtlichen Funden auch solche aus dem Mittelalter stammen.

## Bilder

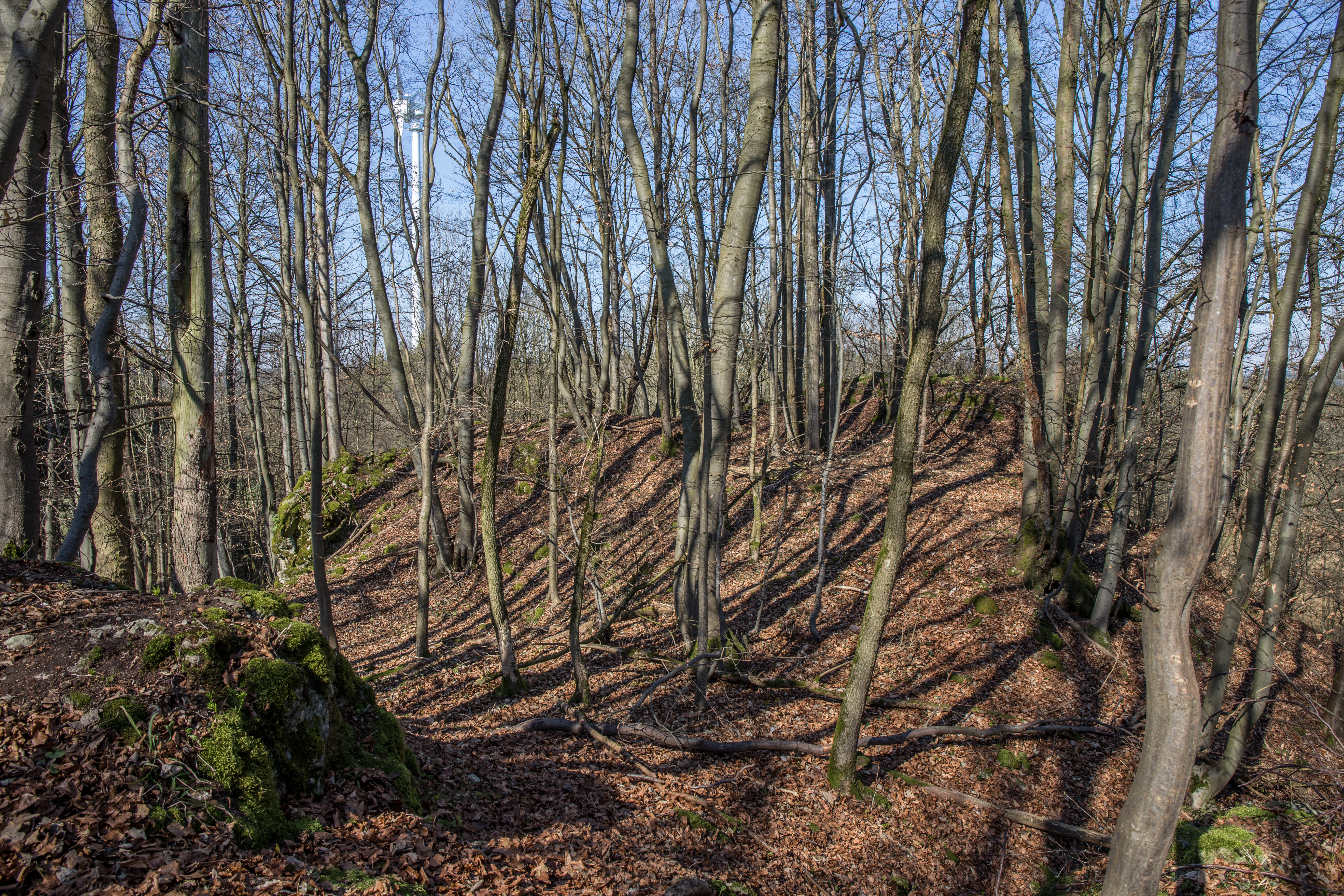
Bild 3: Nördlicher Teil des Burgfelsens und zentrale Einmuldung (März 2015)
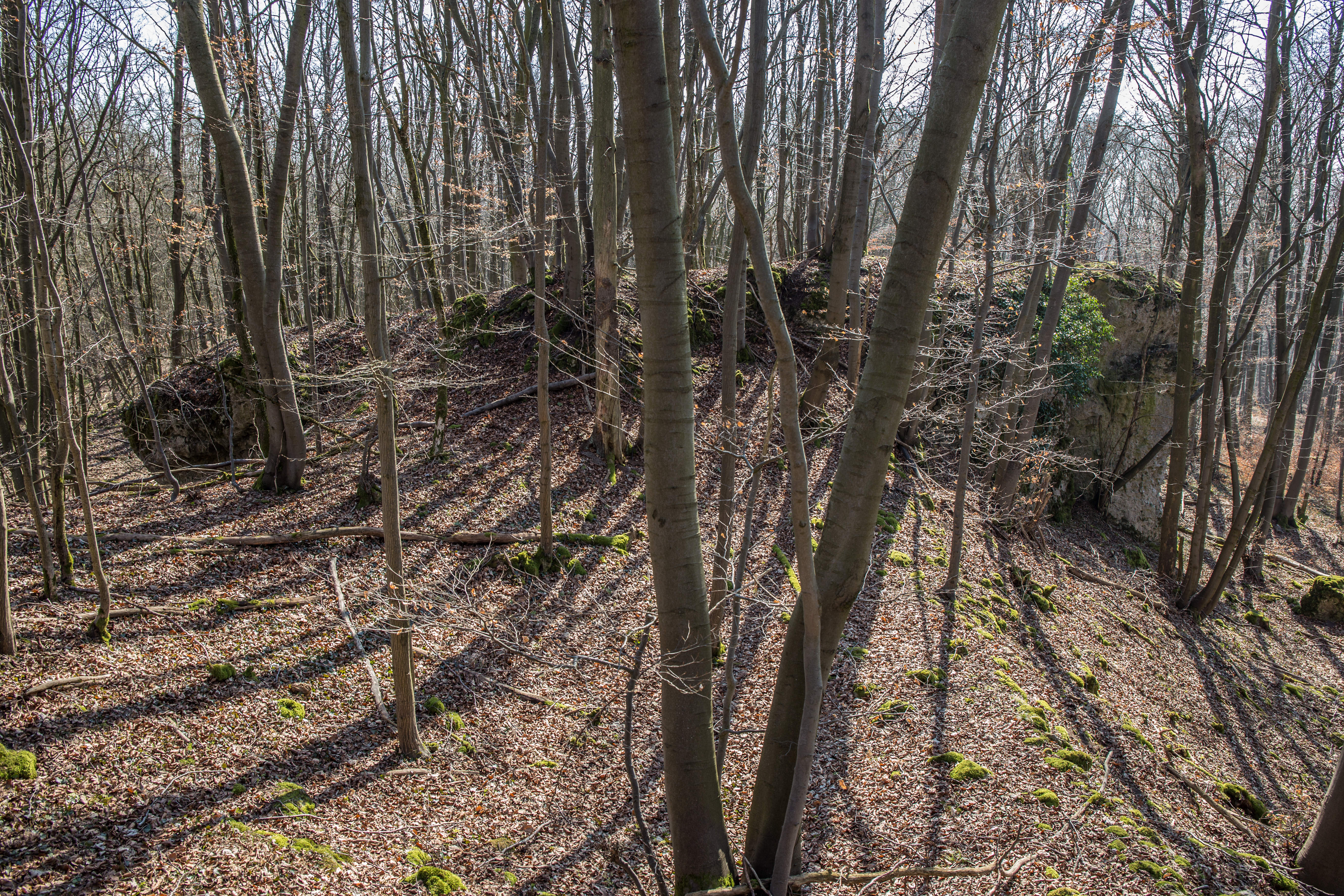
Bild 4: Südlicher Teil des Burgfelsens und zentrale Einmuldung (März 2015)
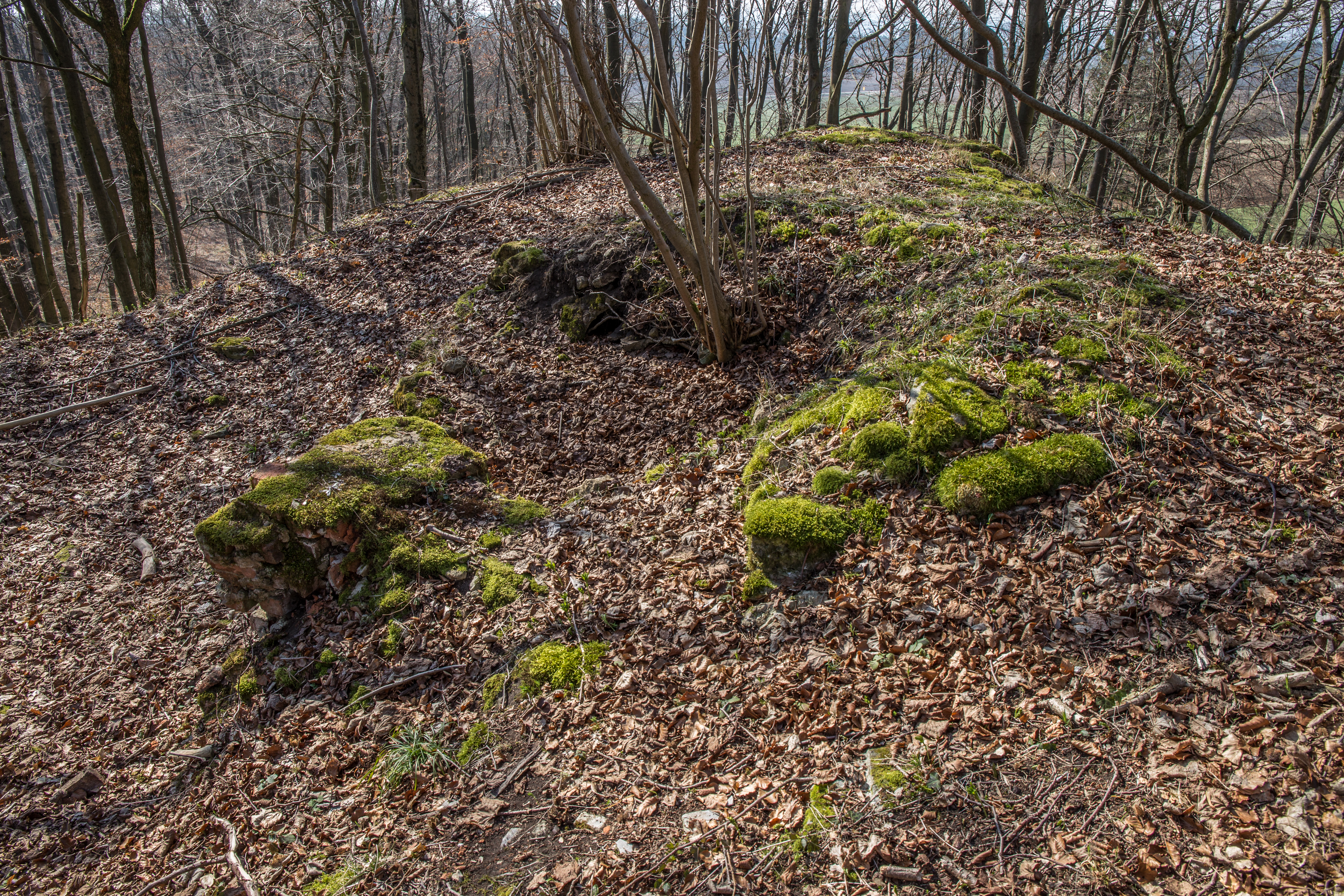
Bild 5: Blick auf das runde Gebäude (März 2015)
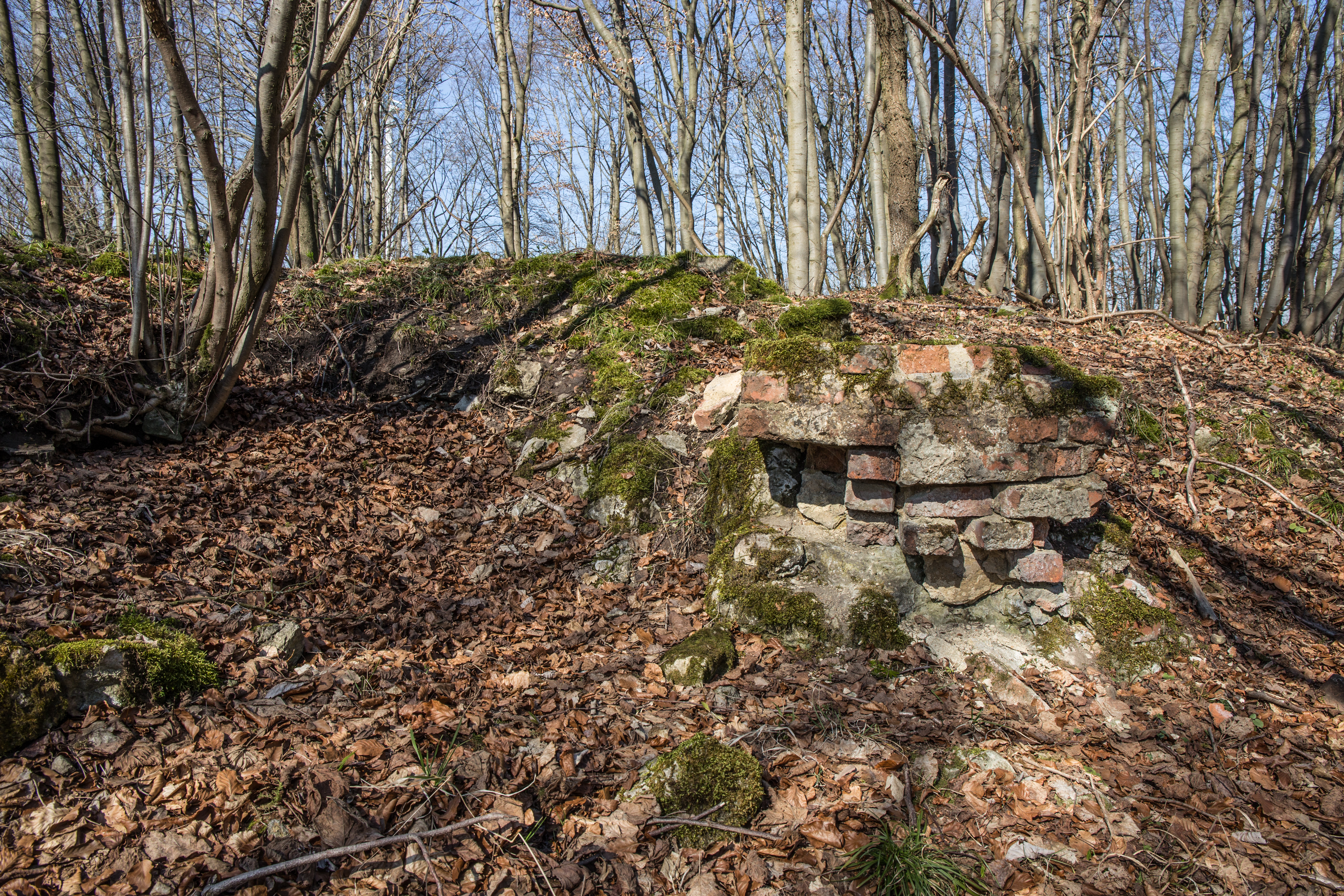
Bild 6: Mauerwerk des runden Gebäudes mit Bruchstein- und Ziegelmauerwerk (März 2015)
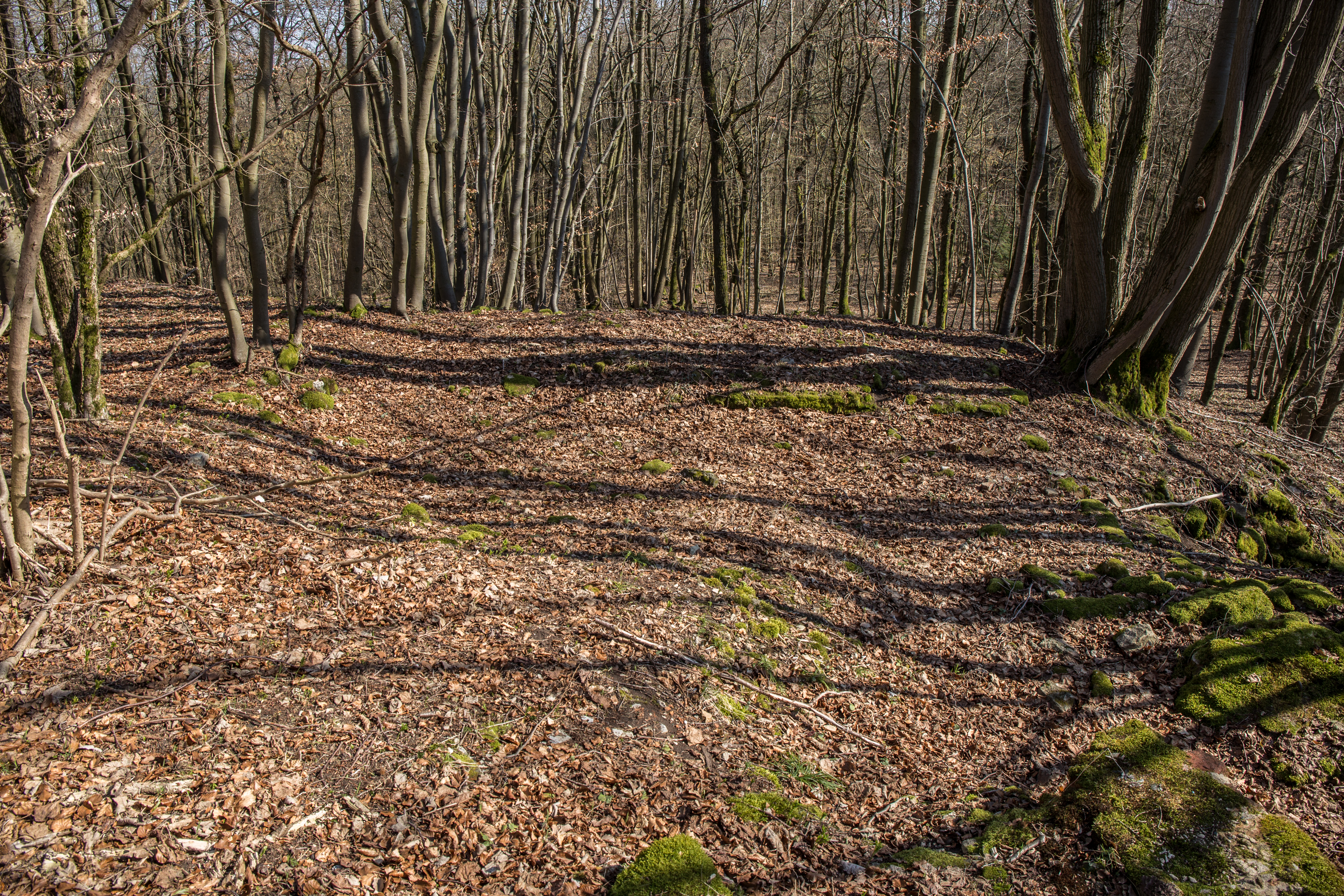
Bild 7: Stelle eines quadratischen Gebäudes, am rechten Bildrand ist noch die Einmündung der Treppenanlage zu erkennen (März 2015)
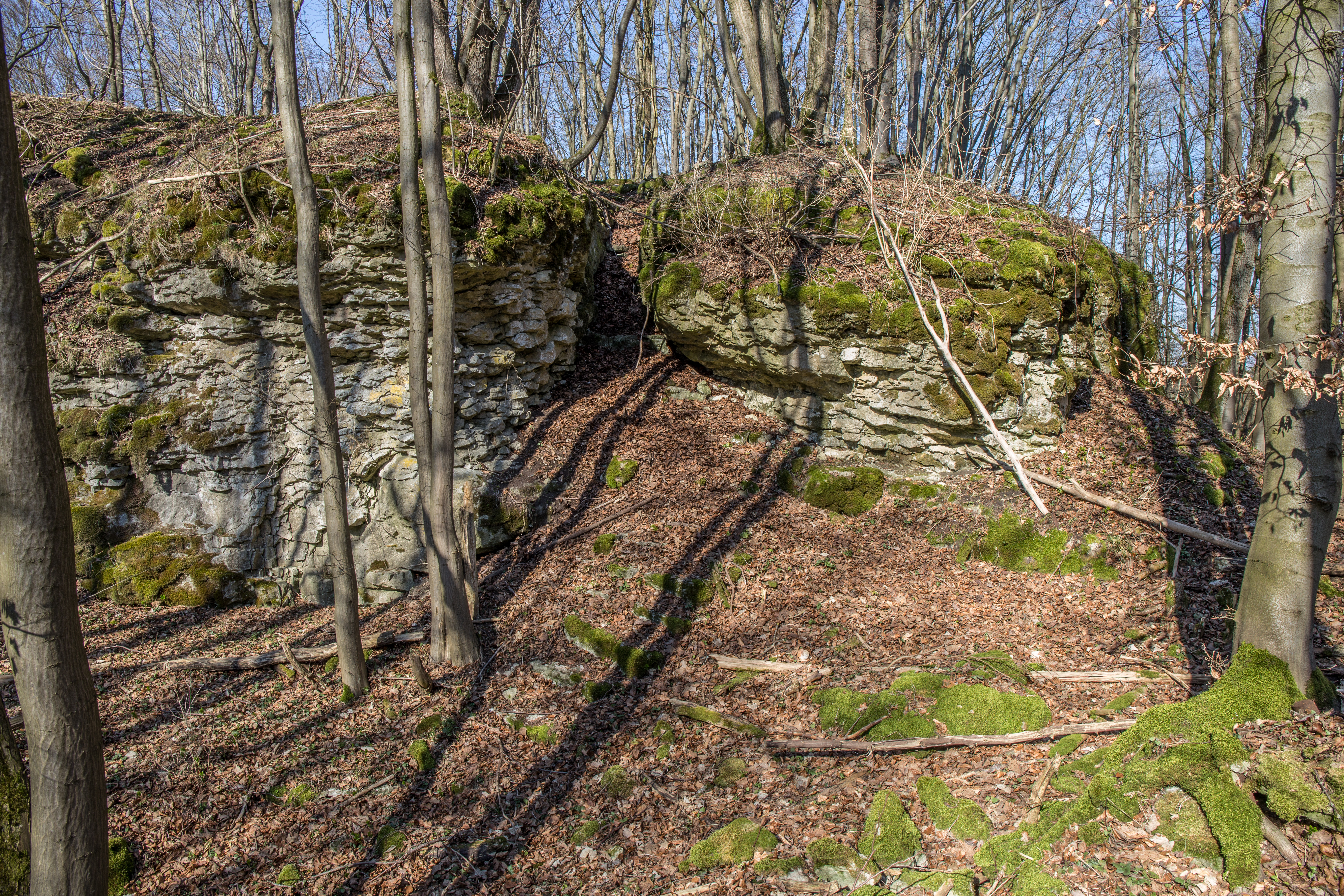
Bild 8: Südseite des Burgfelsens, im Bild sind auch die Treppenstufen erkennbar, die durch einen Felsspalt auf das Felsplateau führen (März 2015)
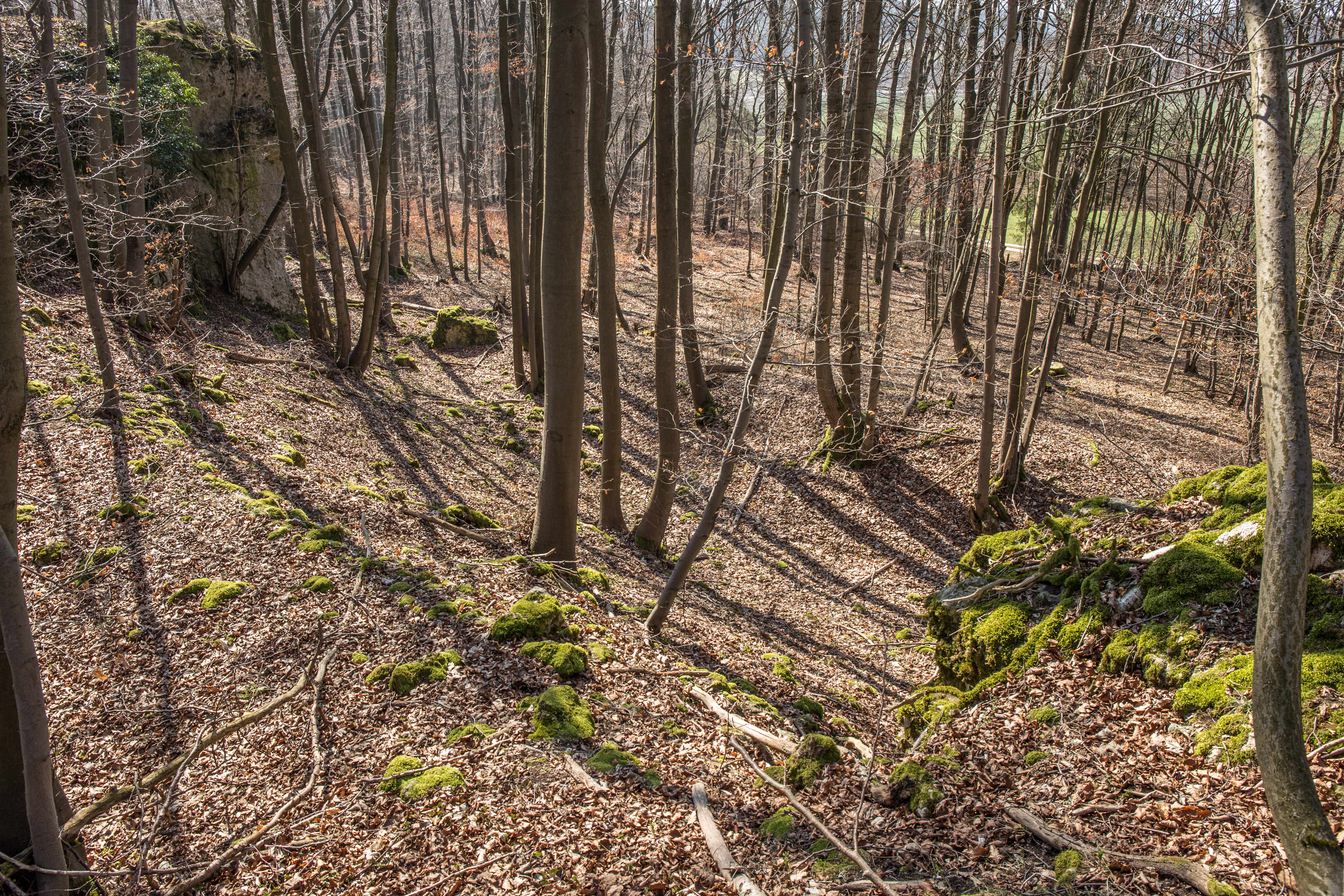
Bild 9: Blick von Nordteil des Burgfelsens auf die Einmuldung sowie den Ringgraben und Ringwall  (März 2015)
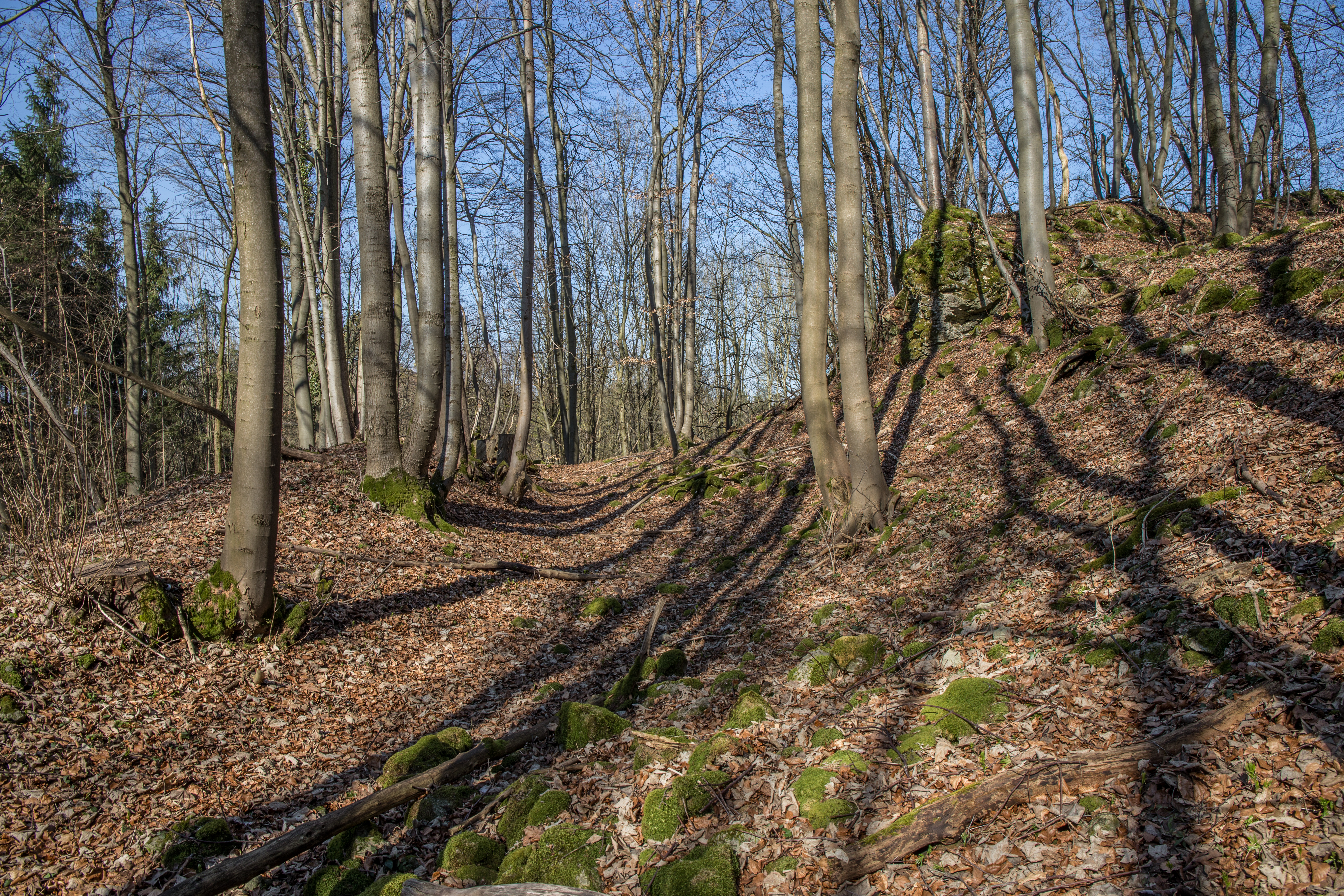
Bild 10: Profil des Wallgrabens in seinem Westteil (März 2015)